# Trailblazer (videogioco)
Trailblazer è un videogioco che richiede al giocatore di dirigere una sfera lungo una serie di percorsi sospesi. Originariamente pubblicato dalla Gremlin Graphics per Commodore 64, Commodore 16, Atari 8-bit, Amstrad CPC, MSX e ZX Spectrum nel 1986, è stato successivamente convertito per Atari ST e anche, ma non ufficialmente, per Amiga. Nel 2005 è stato nuovamente pubblicato per console portatile Gizmondo. Il gioco può essere giocato sia in modalità time trial che in modalità arcade, e in alcune versioni offre la modalità a due giocatori in simultanea.
Trailblazer ha avuto un seguito l'anno successivo, Cosmic Causeway, solo per Commodore 64.
Ha ispirato inoltre diverse imitazioni.